# (3509) Sanshui
(3509) Sanshui es un asteroide perteneciente al cinturón de asteroides, descubierto el 28 de octubre de 1978 por el equipo del Observatorio de la Montaña Púrpura desde el Observatorio de la Montaña Púrpura, Nankín (China).

## Designación y nombre
Designado provisionalmente como 1978 UH2. Fue nombrado Sanshui en homenaje al distrito de Sanshui en la provincia de Guangdong.